# Песнь восхождения
Песнь восхожде́ния (ивр. שִׁיר הַמַּעֲלוֹת‎; др.-греч. ᾠδὴ τῶν ἀναβαθμῶν; лат. canticum graduum) — общее надписание, которое в синодальном переводе Библии имеют псалмы 119—133 из книги Псалтирь, в масоретской нумерации, а также в протестантских переводах — псалмы 120—134. Псалмы, объединяемые термином Песнь восхождения, обладают смысловым единством и зачастую читаются подряд. В русском православном богослужении эта группа носит название степенных псалмов и имеет особое музыкальное оформление.

## Смысл надписания псалмов
Точный смысл надписания «песнь восхождения» не установлен (как и многих других надписаний в псалмах). Существует несколько версий. В еврейской традиции принято объяснение, согласно которому эти псалмы пели левиты во время богослужений в Иерусалимском Храме, стоя на ступенях, которые отделяли женский двор храма (э́зрат наши́м) от внутренней части храмового двора, куда допускались только мужчины. Ступеней этих было 15, отсюда и количество соответствующих псалмов. В соответствии с этим объяснением в религиозных текстах иудаизма при переводе на русский язык надписание псалмов обычно передаётся как «песнь ступеней» (слово маало́т (מעלות) имеет в иврите значение и «ступени» и «восхождение»).
Согласно христианской традиции в надписании речь идёт о восхождении на родину, в Иерусалим, евреев, вышедших из вавилонского пленения. При этом надписанию придаётся и переносный смысл, эти псалмы наставляют человека на правильный путь, читая их человек повышает свой духовный уровень, то есть как бы «восходит».
Другие версии заключаются в том, что эти псалмы, возможно, следовало петь в повышающейся тональности, либо под аккомпанемент особого музыкального инструмента, либо же это были песни паломников, приходивших в Иерусалим на праздники («подняться» может означать «пойти» или «поехать в Иерусалим». То же относится в Писании и к земле Израиля в целом, см., например, Быт. 20:1, где говорится, что Авраам «поднялся» из Египта в землю Израиля (конкретно — в Бейт-Эль, см. Быт. 20:3). Подобных мест в Писании много).
В Септуагинте все эти псалмы имеют надписание ᾨδὴ τῶν ἀναβαθμῶν, что в славянской Библии переводится как «Песнь ступе́ней». В еврейском тексте 4 псалма (121, 123, 130, 132) имеют надписание «Песнь восхождения. Давида» (שִׁיר הַמַּעֲלוֹת לְדָוִד), а 126-й — «Песнь восхождения. Соломона» (שִׁיר הַמַּעֲלוֹת לִשְׁלֹמֹה), что отражено в синодальном переводе Библии и в Вульгате, но отсутствует в Септуагинте. Таким образом, эти псалмы связаны с именами израильских царей Давида и Соломона, что, однако, оставляет открытым вопрос об авторстве этих псалмов, так как эти надписания можно понимать и как указания на авторство, и как посвящения.

## Содержание и богослужебное использование псалмов

### Псалом 119 (120)
Русский инципит: Ко Господу, внегда скорбети ми, воззвах. Латинский инципит: Ad Dominum cum tribularer clamavi. 
119-й псалом — это молитва изгнанника. В краткой молитве (7 стихов) он просит об одном — о спасении от злоречия окружающих. Упоминаемые в тексте Мосох и Кидар — территории, входившие в Вавилонское царство; псалмопевец составил этот псалом, имея в виду всех изгнанников, где бы они ни жили. В иудаизме принято читать это псалом беременным женщинам; также он читается во время поста по случаю бездождия.

### Псалом 120 (121)
Русский инципит: Возведох очи мои в горы. Латинский инципит: Levavi oculos meos in montes. 
120-й псалом в еврейском тексте имеет чуть изменённое надписание שִׁיר לַמַּעֲלוֹת, (смысл надписания тот же, что и в остальных псалмах группы). По мнению большинства толкователей, этот псалом — дорожная молитва, которая могла быть составлена при возвращении пленников в Иерусалим из Вавилона. В этом псалме Бог воспевается как Хранитель (שׁוֹמֵר). Горы, от которых псалмопевец ждёт помощи — это, конечно, горы земли Израильской (Палестины), на которых стоит Иерусалим, и где находился Иерусалимский Храм.
В оригинале надписание псалма отличается от остальных псалмов цикла одной буквой, его можно перевести «Песнь для восхождения».
В иудаизме псалом читается во время поста по случаю бездождия, в ежемесячном обряде благословения новой луны. У сефардов его читают в вечерней молитве, а также, вместе со следующими тремя псалмами в субботней утренней молитве. Текст этого псалма принято вешать над кроватью роженицы.
В христианстве псалом входил в древнее чинопоследование вечерни, что сохранилось до сих пор в армянском обряде.

### Псалом 121 (122)
Русский инципит: Возвеселихся от рекших мне. Латинский инципит: Laetatus sum in his quae dicta sunt mihi. 
121-й псалом, согласно надписанию, написан царём Давидом. Он посвящён Иерусалиму, который Давид сделал столицей единого Израильского царства и новым религиозным центром народа. Давид мог написать этот псалом для будущих паломников, приходящих на праздники в Храм.

### Псалом 122 (123)
Русский инципит: К Тебе возведох очи мои. Латинский инципит: Ad te levavi oculos meos. 
122-й псалом — короткая молитва человека, находящегося в бедственном положении и видящего в Боге свою единственную надежду. Как и другие псалмы цикла, скорее всего относится к эпохе вавилонского пленения или более поздней.

### Псалом 123 (124)
Русский инципит: Яко аще не Господь бы был в нас. Латинский инципит: Nisi quia Dominus erat in nobis. 
123-й псалом, согласно надписанию, написан царём Давидом, и этого мнения придерживается большинство толкователей. Псалмопевец благодарит Бога за победу над врагами. По сюжету напоминает 17-й  псалом в сильно сокращённом виде.

### Псалом 124 (125)
Русский инципит: Надеющиися на Господа яко гора Сион. Латинский инципит: Qui confidunt in Domino sicut mons Sion. 
124-й псалом относят ко времени построения Второго Храма, он продолжает тему предыдущих псалмов о человеке, находящемся в трудной ситуации и ищущем спасения в Боге.

### Псалом 125 (126)
Русский инципит: Внегда возвратити Господу плен Сионь. Латинский инципит: In convertendo Dominum captivitatem Sion.
125-й псалом — это радостная песнь возвращающихся пленников. В конце псалма приводится притча о людях, с плачем сеющих семена, являющиеся их единственной пищей, в надежде на будущий урожай — псалмопевец выражает уверенность в том, что Бог вознаградит их сторицей. В историческом контексте в этой притче имелись в виду те, кто, получив разрешение на возвращение из Вавилона в землю Израилеву, оставил налаженную жизнь на чужбине и отправился в путь с тем, чтобы в борьбе с трудностями восстановить свою страну и Храм.
В иудаизме этот псалом поют в начале послетрапезного благословения по субботам и праздникам, а также во все дни, когда не произносят таханун («моления о милости»). Псалом принято читать в день независимости Израиля, он был предложен в качестве гимна Государства Израиль.

### Псалом 126 (127)
Русский инципит: Аще не Господь созиждет дома. Латинский инципит: Nisi Dominus aedificaverit domum.
126-й псалом имеет в надписании имя царя Соломона, но по общему мнению всех толкователей, это указывает не на авторство, а на то, что псалом посвящён Соломону. Смысл псалма — все усилия людей окажутся тщетными, если Бог не поможет им. Псалом говорит о сыновьях как о награде от Господа, если у человека нет сыновей, то все его усилия тоже будут потрачены впустую.
Латинский текст этого псалма (Nisi Dominus) — излюбленный старинными композиторами текст Псалтири, обычно воплощался в рамках жанров мотета и кантаты.

### Псалом 127 (128)
Русский инципит: Блаженни вси боящиися Господа. Латинский инципит: Beati omnes qui timent Dominum. 
Тема псалма 127 — вознаграждение, которое Бог даёт праведнику. В Православии этот псалом входит в чинопоследование венчания. В иудаизме этот псалом читают в молитве перед сном, а также во время совершения ритуала обрезания.

### Псалом 128 (129)
Русский инципит: Множицею брашася со мною от юности моея. Латинский инципит: Saepe expugnaverunt me a iuventute mea. 
Псалом 128 продолжает общую для цикла тему о человеке, находящемся в стеснённом положении. Он ищет утешения в истории Израиля, который претерпел много бедствий, но всегда получал помощь от своего небесного Хранителя. Интересно окончание псалма, он заканчивается благословением, которым не будут благословлять врагов Израиля.

### Псалом 129 (130)
Русский инципит: Из глубины воззвах к Тебе, Господи. Латинский инципит: De profundis clamavi ad te Domine.
Псалом 129 — это покаянная молитва, взывающая к Божьему милосердию. Псалом особенно популярен в западнохристианской традиции, хорошо известен по первым словам De profundis (с лат. — «Из глубины»).
В иудаизме этот псалом включён в погребальную службу и в молитву, читаемую во время поста по случаю бездождия.
В православии псалом читается на вечерне в составе группы «Господи, воззвах».
В качестве погребальной молитвы De profundis с давних пор использовали католики, а в переводе на немецкий язык и протестанты. Псалом был неоднократно положен на музыку; первые слова псалма часто используются в качестве заголовка литературных произведений.

### Псалом 130 (131)
Русский инципит: Господи, не вознесеся сердце мое. Латинский инципит: Domine non est exaltatum cor meum. 
Автор 130-го псалма, согласно надписанию, — царь Давид. Псалом мог быть написан во время преследования Давида царём Саулом. Основная идея псалма — человек живёт милостью Божьей, как грудной младенец — молоком матери.

### Псалом 131 (132)
Русский инципит: Помяни, Господи, Давида и всю кротость его. Латинский инципит: Memento Domine David et omnis mansuetudinis eius. 
131-й псалом — самый большой псалом цикла. Согласно традиции псалом написан царём Давидом и по случаю основания жертвенника на месте будущего Иерусалимского Храма (2Цар. 24:18—25). В 2Пар. 6:41, 42 слова этого псалма цитирует царь Соломон в молитве, посвящённой постройке Храма.
В православном богослужении стихи из псалма используются в 1 и 2 антифонах на литургии в праздник Рождества Пресвятой Богородицы.
В талмудическом иудаизме стих псалма 131.17 «Там возращу рог Давиду, поставлю светильник помазаннику Моему» включён в молитву Биркат мазон палестинской традиции.

### Псалом 132 (133)
Русский инципит: Се, что добро, или что красно. Латинский инципит: Ecce quam bonum et quam iucundum. 
132-й псалом, согласно надписанию, написан царём Давидом. Основная идея — радость паломников, пришедших в Иерусалим на праздник — выражается через сравнение праздничной трапезы с елеем и росой.

### Псалом 133 (134)
Русский инципит: Се ныне благословите Господа. Латинский инципит: Ecce nunc benedicite Dominum. 
Последний, 133-й псалом цикла представляет собой вечернее благословение (Барху), обращённое к левитам, охраняющим Храм. Последний стих псалма является завершением всего цикла, он повторяет мотивы из предыдущих псалмов цикла.

### Богослужебное использование всего цикла
В иудаизме песни восхождения читаются все вместе (с добавлением в начале псалма 103) в зимний период после дневной субботней молитвы.
В православии псалмы 119—133 составляют одну кафизму (18-ю) и в этом качестве читаются в соответствии с общим расписанием их чтения. В осенне-зимний период года они читаются на вечерне каждый день, кроме воскресенья, в великий пост — каждый день, кроме воскресенья и понедельника, в остальное время — на субботней вечерне (то есть в пятницу).

## Рецепция в музыке
Профессиональные композиторы XVI–XXI веков неоднократно обращались к текстам отдельных псалмов (в качестве цикла блок текстов не использовали). Восьмиголосный мотет на текст Псалма 131 (Memento Domine David) написал К. Монтеверди (в сборнике «Selva morale», SV 276). В оратории «Чичестерские псалмы» (1965) Л. Бернстайн использовал английские тексты Пс. 130 (131) и Пс. 132 (133). На церковнославянский текст Пс. 130 (1984), а также на английский текст Пс. 121 (2002) написал хоровые сочинения Арво Пярт. 